# Marstall (Neubrandenburg)

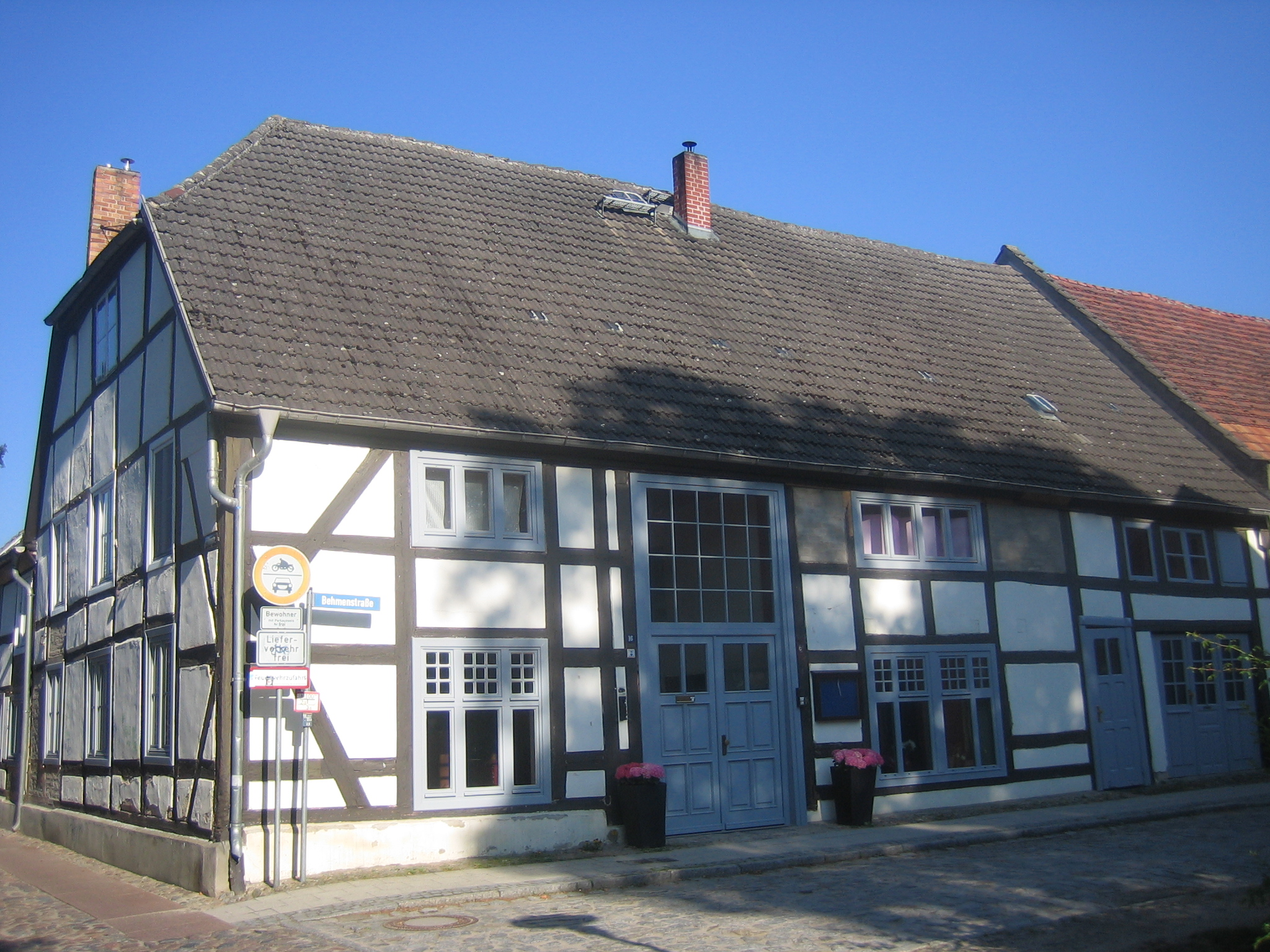
Nr. 16: Marstall

Der ehemalige Marstall Neubrandenburg in Neubrandenburg (Mecklenburg-Vorpommern), Behmenstraße 14/16, wurde um 1775 gebaut. Er wurde im 20. Jahrhundert als Gemeindehaus der evangelisch-lutherischen Kirchengemeinden Neubrandenburgs genutzt und seit 2013 als Veranstaltungszentrum Marstall.
Die Gebäude stehen unter Denkmalschutz.

## Geschichte

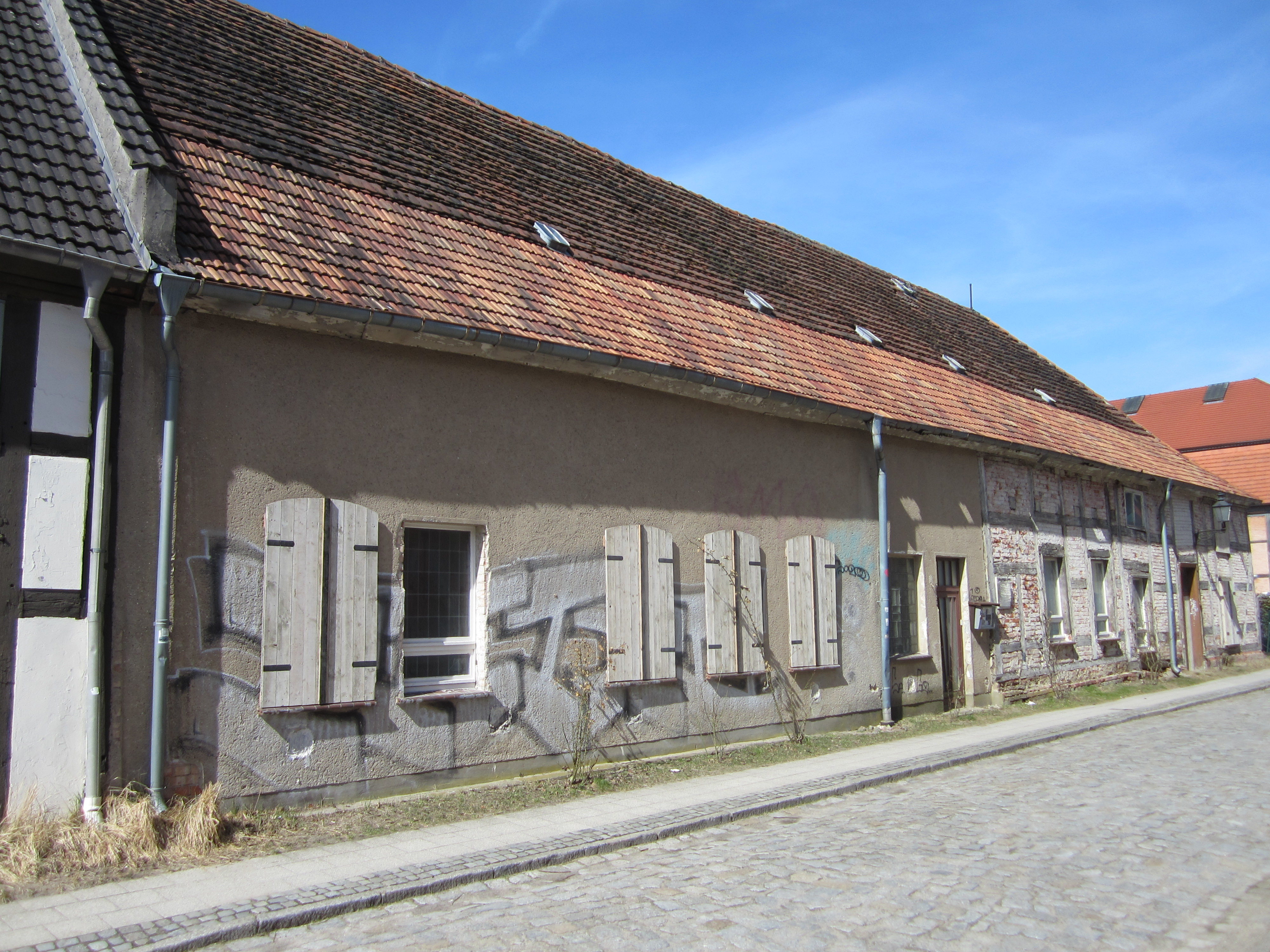
Nr. 14: Ehemaliges Stallgebäude

Das fürstliche Palais Neubrandenburg (Stadtschloss als Sommer- und Nebensitz des Herzogtums Mecklenburg-Strelitz) im Zentrum wurde ab 1775 im Auftrage von Adolf Friedrich IV. errichtet und 1945 zerstört; der Marstall am Rande der Stadt an der Stadtmauer Neubrandenburg blieb erhalten. 
Der herzogliche barocke Marstall bestand aus dem zweigeschossigen U-förmigen Fachwerkhaus mit einem Krüppelwalmdach und einem eingeschossigen L-förmigen Stallgebäude. Das Hauptgebäude wurde im 20. Jahrhundert als Gemeindehaus genutzt.
Im Rahmen der Städtebauförderung wurde das Hauptgebäude um 2012 saniert und umgebaut zu einer privaten Kulturstätte für Konzerte, Seminare und privaten Veranstaltungen mit einem Saal für max. 110 Personen, dem kleinen Kaffeeraum, dem Hofgarten mit Grill sowie einer Bar.
Für das eingeschossige unsanierte Gebäude bestand bis 2021 noch kein Nutzungskonzept.